# Uteun Bunta
Uteun Bunta is een bestuurslaag in het regentschap Bireuen van de provincie Atjeh, Indonesië. Uteun Bunta telt 680 inwoners (volkstelling 2010).